# Silverton (Columbia Británica)
Silverton es un pueblo canadiense situado en la provincia de Columbia Británica.

## Superficie
Silverton tiene una superficie de 0,35 km².

## Demografía
En 2021, tenía 149 habitantes, una densidad poblacional de 420,8 hab./km², y 128 viviendas.